# Eparchia di Nevrokop
L'eparchia di Nevrokop (in bulgaro: Неврокопска епархия) è un'eparchia della chiesa ortodossa bulgara con sede nella città di Blagoevgrad, in Bulgaria, e cattedrale nella città di Goce Delčev, fino al 1951 chiamata Nevrokop, presso la cattedrale dei Santi Cirillo e Metodio. L'eparchia è stata eretta nel 1894 ed è divisa in quattro vicariati: Blagoevgrad, Razlog, Sandanski e Petrich.